# Roztocka Turniczka

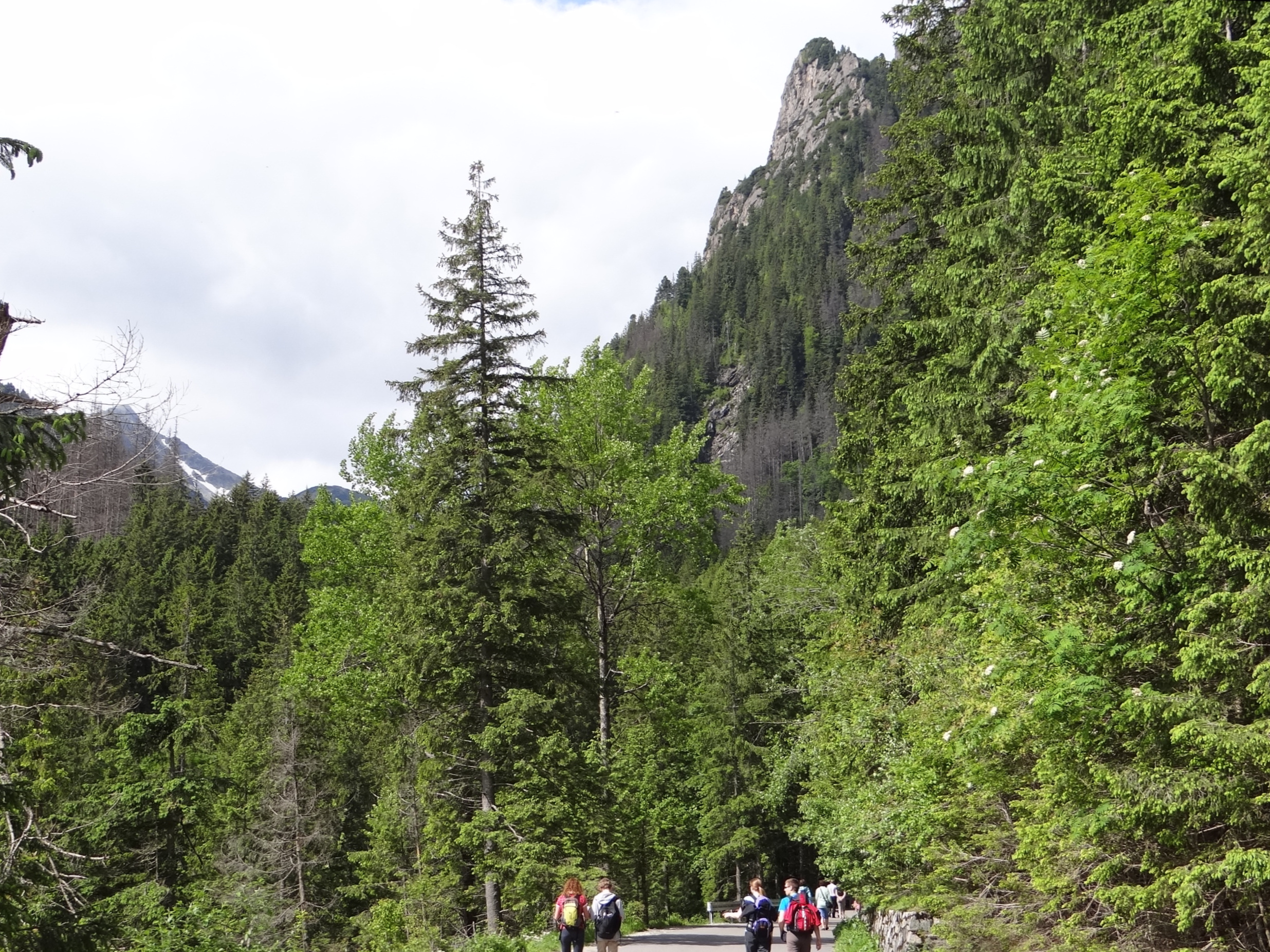
Roztocka Turniczka po prawej stronie u góry

Roztocka Turniczka (1536 m) – turnia w masywie Wołoszyna w orograficznie lewych zboczach Doliny Roztoki w polskich Tatrach Wysokich. Jest dobrze widoczna z szosy do Morskiego Oka. Wznosi się w pobliżu wylotu tej doliny, w południowo-wschodniej grani Turni nad Szczotami, pomiędzy Zagonnym Żlebem i Szerokim Żlebem Wołoszyńskim. Nad Doliną Roztoki wierzchołek Roztockiej Turniczki wznosi się ponad 380 m i turnia opada do niej stromą ścianą, niżej przechodząca w urwisko.